# Gettjärnen, Västerbotten
Gettjärnen är en sjö i Robertsfors kommun i Västerbotten och ingår i Dalkarlsåns huvudavrinningsområde. Sjön har en area på 0,0266 kvadratkilometer och ligger 133 meter över havet. Sjön avvattnas av vattendraget Rönnbäcken.

## Delavrinningsområde
Gettjärnen ingår i det delavrinningsområde (712856-173312) som SMHI kallar för Mynnar i Västra Dalkarlsån. Medelhöjden är 125 meter över havet och ytan är 12,26 kvadratkilometer. Det finns inga avrinningsområden uppströms utan avrinningsområdet är högsta punkten. Rönnbäcken som avvattnar avrinningsområdet har biflödesordning 3, vilket innebär att vattnet flödar genom totalt 3 vattendrag innan det når havet efter 24 kilometer. Avrinningsområdet består mestadels av skog (80 procent). Avrinningsområdet har 0,14 kvadratkilometer vattenytor vilket ger det en sjöprocent på 1,1 procent.